# バイロイト辺境伯歌劇場
バイロイト辺境伯歌劇場（バイロイトへんきょうはくかげきじょう）ないし辺境伯歌劇場 (ドイツ語: Markgräfliches Opernhaus) は、ドイツ・バイエルン州の都市バイロイトにある18世紀に建てられた歌劇場である。バロック様式の傑出した美しさを持つ歌劇場というだけでなく、当時の要素のほとんどがそのまま伝わっている稀有な例として、2012年にUNESCOの世界遺産リストに登録された。また、リヒャルト・ワーグナーが自らの祝祭劇場をバイロイトの地に建てるきっかけとなった歌劇場でもある。

## 概要

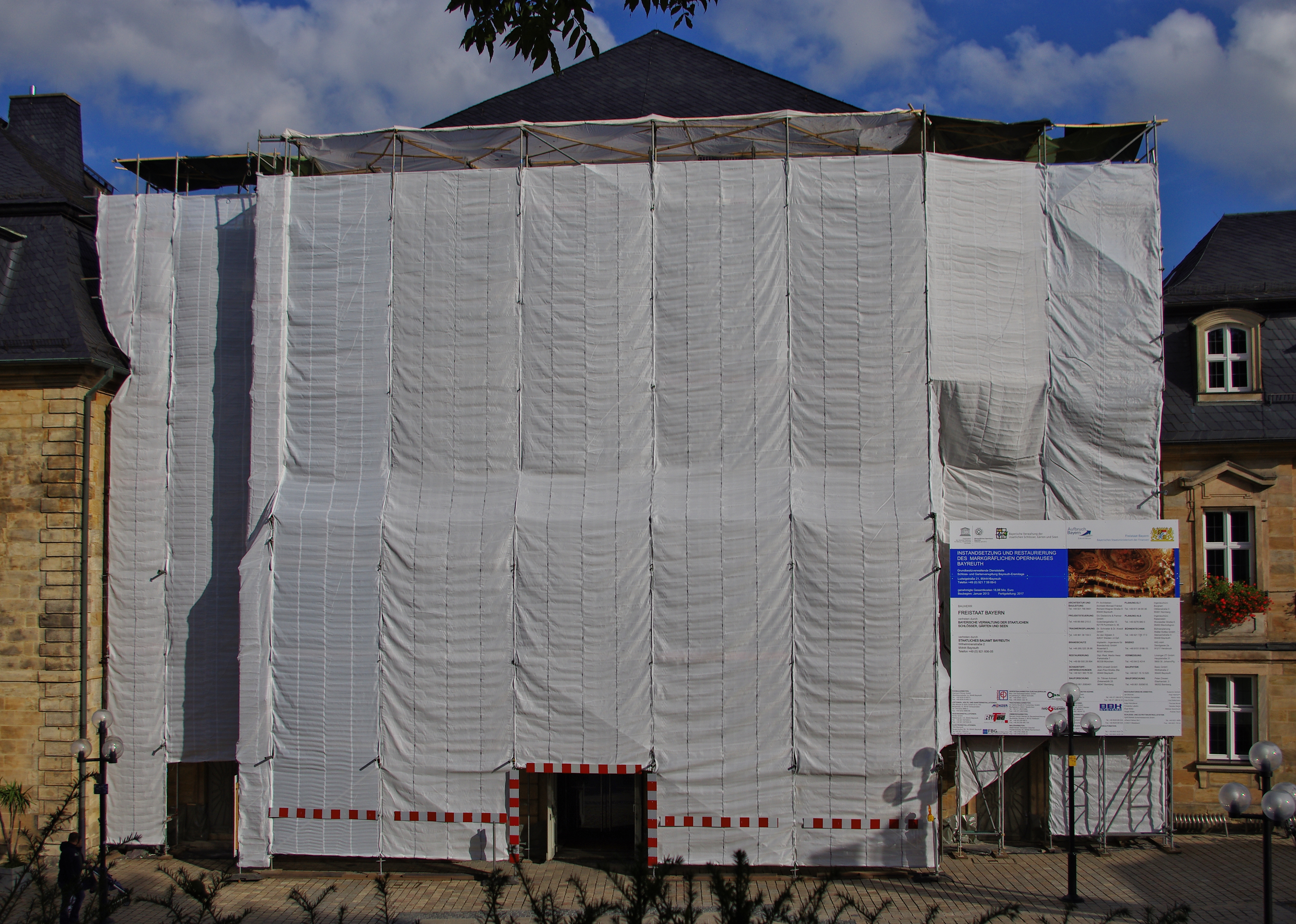
工事中の辺境伯歌劇場（2013年）

この歌劇場は、プロイセンのフリードリヒ大王の姉にして、ブランデンブルク＝バイロイト辺境伯フリードリヒ3世の妻であったヴィルヘルミーネの希望で建てられた。工事は1745年に始まり、一応の完成は1748年、外観がきちんと整ったのは1750年のことであった。完成を待たずに、1747年にヴィルヘルミーネの娘の結婚を祝って、こけら落としが行われている。
歌劇場は間口30.8 m、奥行き71.5 m、高さ26.2 m で、当時のドイツでは最大規模の歌劇場であった。外観を手がけたのはジョゼフ・サン＝ピエール、内装を手がけたのはジュゼッペ・ガッリ・ビビエーナである。現在では「現存するバロック様式の劇場としては最も美しいもののひとつ」、「ヨーロッパで最も美しいバロック劇場のひとつ」などと評価されている。
完成から100年以上を経たころ、それは百科事典にも掲載されており、その記述がリヒャルト・ワーグナーの目に留まった。ワーグナーはかねてより、自作のオペラ『ニーベルングの指環』を上演するのにふさわしい歌劇場を求めており、辺境伯歌劇場がその要求を満たすのではないかと考えたのである。1871年4月16日に、妻のコジマを伴ってバイロイトを訪問したワーグナーは、辺境伯歌劇場が自身の希望を満たすものでないことを認識したが、これが翌年、バイロイトに腰を落ち着け、自身の祝祭劇場を建設するきっかけとなった。現在のバイロイトは、そのワーグナーのバイロイト祝祭劇場およびそこで毎年夏に挙行されるバイロイト音楽祭で国際的に知られるようになっているが、辺境伯歌劇場でも毎年春に祭典が行われるなど、現役の歌劇場として利用されている。
2010年から改修工事のため閉館されており、2016年頃の再開が予定されている。閉館中も世界遺産関連の展示が行われている入口ホールまでは入館が可能である。

## 世界遺産
この物件が世界遺産の暫定リストに記載されたのは1999年9月20日のことであり、当初の記載名称は「バイロイト辺境伯歌劇場 - ヨーロッパ音楽文化の顕著な場所」(The Margravial Opera House Bayreuth - an outstanding place of the european musical culture) だった。2010年2月1日に名称を単に「バイロイト辺境伯歌劇場」として、世界遺産センターへの正式推薦が行われた。
世界遺産委員会の諮問機関である国際記念物遺跡会議 (ICOMOS) は現地調査も踏まえて「登録」を勧告し、2012年の第36回世界遺産委員会で正式登録された。ドイツの世界遺産としては38件目、うち文化遺産としては35件目の登録である。

### 登録名
世界遺産としての正式登録名は、Margravial Opera House Bayreuth （英語）、Opéra margravial de Bayreuth （フランス語）である。その日本語訳は資料によって以下のように若干の違いがある。
- バイロイト辺境伯のオペラハウス - 日本ユネスコ協会連盟[14]
- バイロイトの辺境伯オペラハウス - 世界遺産アカデミーほか[15][16]
- バイロイトの辺境伯オペラ・ハウス - 古田陽久・古田真美[17]
- バイロイトの辺境伯歌劇場 - 谷治正孝[18]

### 登録基準
モダニズム建築の傑作として登録されたシドニー・オペラハウス（オーストラリアの世界遺産、2007年登録）は措くとしても、近世・近代ヨーロッパの歌劇場で世界遺産に含まれているものはいくつもあった。しかし、宮廷劇場というと、ドロットニングホルムの王領地（スウェーデンの世界遺産、1991年登録）に含まれるドロットニングホルム宮廷劇場のように、宮殿などの一部となっているものばかりで、既存の世界遺産には単体として建てられた宮廷劇場は存在しなかった。また、内装を含めてほぼ当時のままの姿をとどめる保存状況のよさも、バロック様式の劇場の中では随一である。そこで、この世界遺産は世界遺産登録基準のうち、以下の条件を満たし、登録された（以下の基準は世界遺産センター公表の登録基準からの翻訳、引用である）。
- (1) 人類の創造的才能を表現する傑作。
  - 世界遺産委員会はこの基準の適用理由を、「辺境伯歌劇場は、積み重なった客席の形式と、音響学的・装飾的・図像解釈学的な点において、ジュゼッペ・ガッリ・ビビエーナによるバロック宮廷劇場建築の傑作である」[19]と説明した。

- (4) 人類の歴史上重要な時代を例証する建築様式、建築物群、技術の集積または景観の優れた例。
  - 世界遺産委員会はこの基準の適用理由を「辺境伯歌劇場はバロック宮廷劇場の顕著な例証である。それは、宮廷の歌劇場が宮殿の一部としてではなく、公共空間の都市的要素の一つとして位置づけられている点で、歌劇場の発展史に特異な点を印したのである。それは19世紀の大型公共歌劇場の予兆となるものであった」[19]と説明した。